# 三峡大学附属仁和医院
三峡大学附属仁和医院，挂牌三峡大学第二临床医学院，创建于1967年，位于湖北省宜昌市伍家岗区，是三峡大学唯一一所直属的附属医院，是一所三级甲等医院，下辖枝江铁路分院、仁济院区两个分院，医院占地面积80亩，病床编制1100张，职工1144人。
2015年4月25日，武汉同济医院专家团对三峡大学仁和医院进行等级医院摸底检查。2018年4月27日，三峡大学附属仁和医院正式晋级三级甲等医院行列。

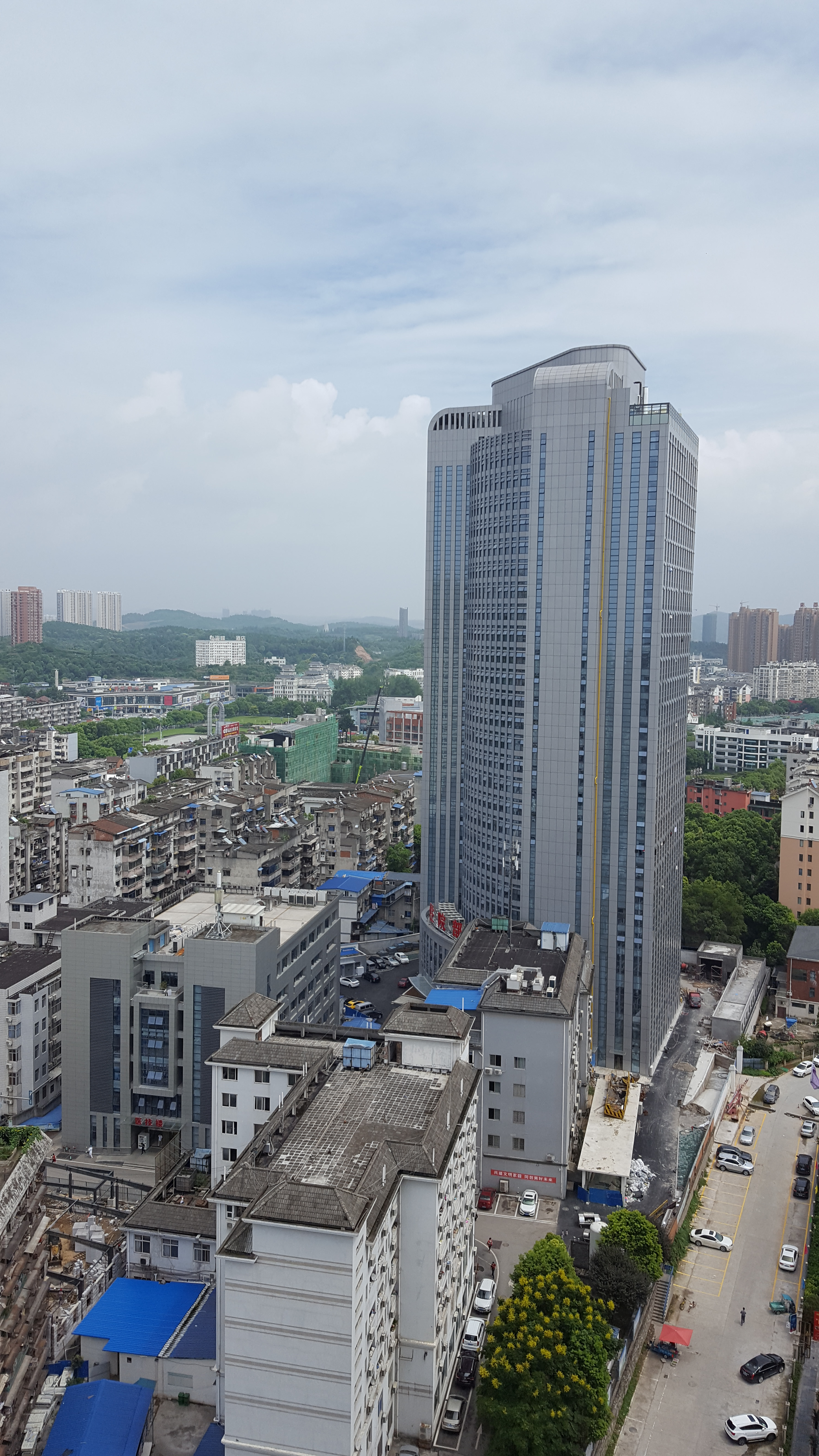
住院部
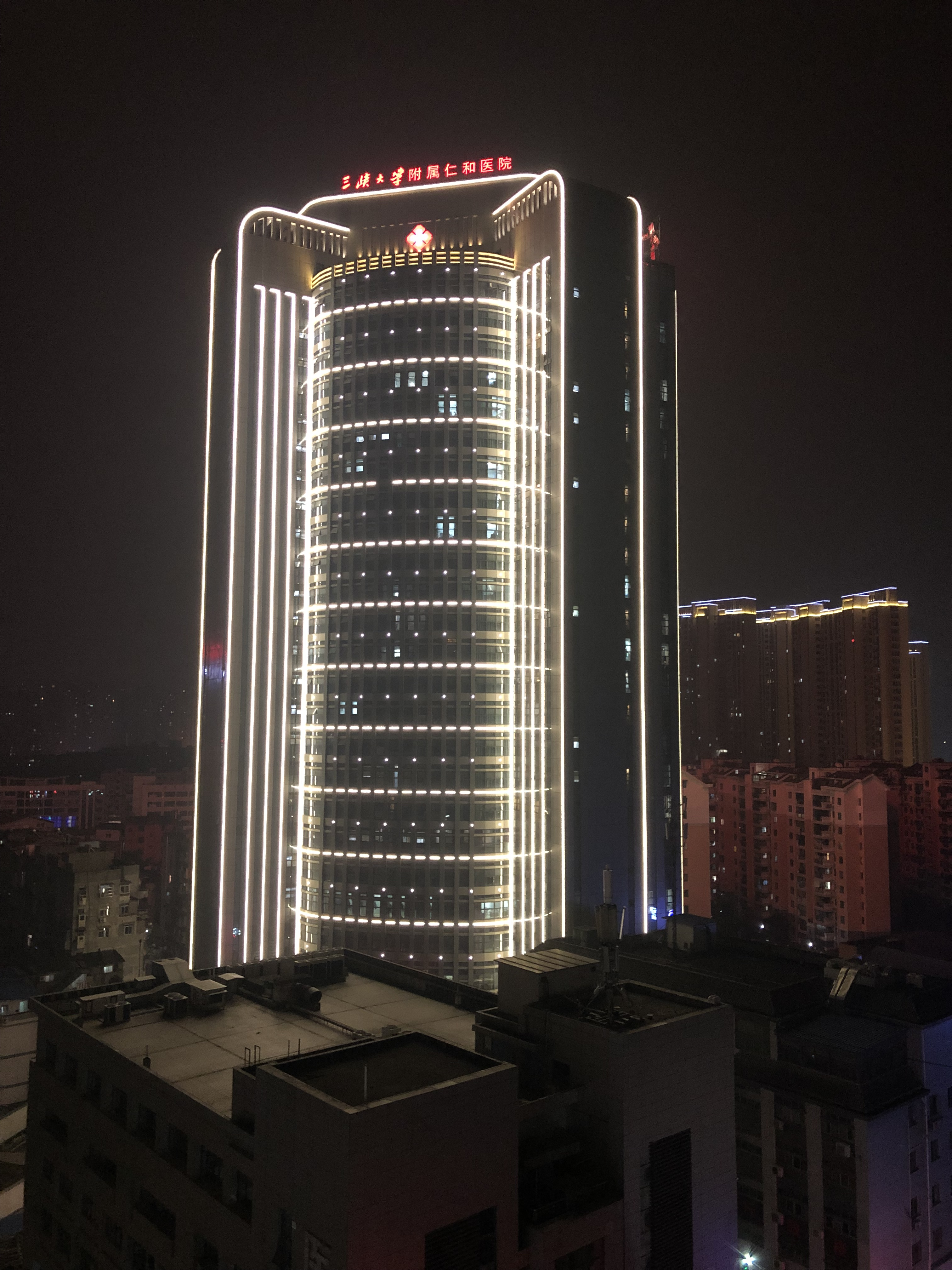
住院部夜景